# Belarus op de Paralympische Zomerspelen 2020
Belarus was een van de landen die deelnam aan de Paralympische Zomerspelen 2020 in Tokio, Japan.

## Medailleoverzicht
| Zwemmen  | Ihar Boki          | 50 m vrije slag, S13 (m)               | Goud   |  |  |
| Zwemmen  | Ihar Boki          | 400 m vrije slag, S13 (m)              | Goud   |  |  |
| Zwemmen  | Ihar Boki          | 100 m rugslag, S13 (m)                 | Goud   |  |  |
| Zwemmen  | Ihar Boki          | 100 m vlinderslag, S13 (m)             | Goud   |  |  |
| Zwemmen  | Ihar Boki          | 200 m individuele wisselslag, SM13 (m) | Goud   |  |  |
|          |                    |                                        |        |  |  |
| Zwemmen  | Yahor Shchalkanau  | 100 m rugslag, S9 (m)                  | Zilver |  |  |
|          |                    |                                        |        |  |  |
| Atletiek | Lizaveta Piatrenka | Speerwerpen, F13 (v)                   | Brons  |  |  |

## Deelnemers en resultaten
(m) = mannen, (v) = vrouwen 

### Atletiek

#### Veldonderdelen
| Paralympiër        | Onderdeel            | Resultaat | Prestatie |
| ------------------ | -------------------- | --------- | --------- |
| Siarhei Burdukou   | Verspringen, T12 (m) | 6e        | 6.74      |
| Uladzislau Hryb    | Kegelwerpen, F51 (m) | 6e        | 27.47     |
|                    |                      |           |           |
| Anna Kaniuk        | Verspringen, T12 (v) | 6e        | 4.95      |
| Lizaveta Piatrenka | Speerwerpen, F13 (v) | Brons     | 38.99     |

### Judo
| Paralympiër   | Onderdeel  | Resultaat | Prestatie                           |
| ------------- | ---------- | --------- | ----------------------------------- |
| Elena Bogdova | -57 kg (v) | 9e        | 1/8e finale: V van JPN Junko Hirose |

### Kanovaren
| Atleet          | Onderdeel     | Heats     | Heats | Halve finale | Halve finale | A/B finale          | A/B finale          | Eindranking |
| Atleet          | Onderdeel     | Resultaat | Rang  | Resultaat    | Rang         | Resultaat           | Rang                | Eindranking |
| --------------- | ------------- | --------- | ----- | ------------ | ------------ | ------------------- | ------------------- | ----------- |
| Ilya Taupianets | Va'a, VL2 (m) | 1:02.429  | 10e   | 0:59.736     | 8e           | Niet gekwalificeerd | Niet gekwalificeerd | 10e         |

### Roeien
| Atleet           | Onderdeel                     | Heats     | Heats | Herkansingen | Herkansingen | A/B finale | A/B finale | Eindranking |
| Atleet           | Onderdeel                     | Resultaat | Rang  | Resultaat    | Rang         | Resultaat  | Rang       | Eindranking |
| ---------------- | ----------------------------- | --------- | ----- | ------------ | ------------ | ---------- | ---------- | ----------- |
| Liudmila Vauchok | Eenpersoons scull, PR1W1x (v) | 13:26.45  | 8e    | 12:20.24     | 8e QB        | 13:31.36   | 3e         | 9e          |

### Schermen
| Paralympiër        | Onderdeel                           | Resultaat | Prestatie |
| ------------------ | ----------------------------------- | --------- | --- |
| Andrei Pranevich   | Degen individueel, categorie B (m)  | 4e        | Groep B W van CHN Hu Daoliang met 5-3 W van UKR Oleg Naumenko met 5-1 W van RPC Alexandr Kurzin met 5-4 V van BRA Jovane Silva Guissone met 4-5 W van HUN Istvan Tarjanyi met 5-1 Kwartfinale: W van UKR Oleg Naumenko met 15-10 Halve finale: V van RPC Alexander Kuzyukov met 13-15 Troostfinale: V van GBR Dimitri Coutya met 11-15 |
| Andrei Pranevich   | Sabel individueel, categorie B (m)  | 9e        | Groep A V van POL Adrian Castro met 2-5 W van IRQ Ammar Ali met 5-2 V van CHN Feng Yanke met 1-5 V van RPC Albert Kamalov met 2-5 V van GRE Panagiotis Triantafyllou met 3-5 W van JPN Ryuji Onda met 5-3 1/8e finale: V van GRE Panagiotis Triantafyllou met 7-15                                                                     |
|                    |                                     |           | |
| Alesia Makrytskaya | Degen individueel, categorie B (v)  | 5e        | Groep A W van USA Terry Hayes met 5-1 W van JPN Anri Sakurai met 5-2 W van HKG Chung Yuen Ping met 5-0 W van POL Patrycja Hareza met 5-2 V van RPC Viktoria Boykova met 4-5 V van CHN Zhou Jingjing met 2-5 Kwartfinale: V van THA Saysunee Jana met 5-15                                                                              |
| Alesia Makrytskaya | Floret individueel, categorie B (v) | 5e        | Groep B W van GER Sylvi Tauber met 5-2 V van RPC Irina Mishurova met 4-5 V van HUN Boglarka Mezo met 3-5 W van USA Ellen Geddes met 5-3 V van CHN Zhou Jingjing met 3-5 W van JPN Anri Sakurai met 5-1 Kwartfinale: V van CHN Xiao Rong met 4-15                                                                                       |

### Zwemmen
| Atleet               | Onderdeel                              | Series              | Series              | Finale              | Finale              |
| Atleet               | Onderdeel                              | Resultaat           | Rang                | Resultaat           | Rang                |
| -------------------- | -------------------------------------- | ------------------- | ------------------- | ------------------- | ------------------- |
| Ihar Boki            | 50 m vrije slag, S13 (m)               | 0:23.44             | 1e                  | 0:23.21 PR          | Goud                |
| Ihar Boki            | 400 m vrije slag, S13 (m)              | 4:06.22             | 1e                  | 3:58.18             | Goud                |
| Ihar Boki            | 100 m rugslag, S13 (m)                 | 0:57.67             | 1e                  | 0:56.36 WR PR       | Goud                |
| Ihar Boki            | 100 m schoolslag, SB13 (m)             | 1:05.86             | 4e                  | 1:05.90             | 5e                  |
| Ihar Boki            | 100 m vlinderslag, S13 (m)             | 0:55.12             | 1e                  | 0:53.80 PR          | Goud                |
| Ihar Boki            | 200 m individuele wisselslag, SM13 (m) | 2:08.24             | 1e                  | 2:02.70 WR PR       | Goud                |
| Uladzimir Izotau     | 100 m rugslag, SB12 (m)                | Niet van toepassing | Niet van toepassing | 1:07.11             | 4e                  |
| Dzmitry Salei        | 50 m vrije slag, S13 (m)               | 0:24.42             | 7e                  | 0:24.23             | 6e                  |
| Dzmitry Salei        | 100 m vlinderslag, S13 (m)             | 0:58.80             | 7e                  | 0:58.15             | 6e                  |
| Yahor Shchalkanau    | 50 m vrije slag, S9 (m)                | 0:26.34             | 8e                  | 0:25.96             | 8e                  |
| Yahor Shchalkanau    | 100 m rugslag, S9 (m)                  | 1:02.42             | 1e                  | 1:01.96             | Zilver              |
| Yahor Shchalkanau    | 100 m vlinderslag, S9 (m)              | 1:02.17             | 8e                  | 1:01.38             | 7e                  |
| Yahor Shchalkanau    | 200 m individuele wisselslag, SM9 (m)  | 2:20.00             | 2e                  | 2:18.40             | 4e                  |
| Uladzimir Sotnikau   | 50 m vrije slag, S13 (m)               | 0:25.73             | 14e                 | Niet gekwalificeerd | Niet gekwalificeerd |
| Uladzimir Sotnikau   | 100 m rugslag, S13 (m)                 | 1:06.21             | 10e                 | Niet gekwalificeerd | Niet gekwalificeerd |
| Uladzimir Sotnikau   | 100 m vlinderslag, S13 (m)             | 1:03.68             | 13e                 | Niet gekwalificeerd | Niet gekwalificeerd |
| Aliaksei Talai       | 200 m vrije slag, S2 (m)               | 6:06.97             | 11e                 | Niet gekwalificeerd | Niet gekwalificeerd |
| Aliaksei Talai       | 50 m rugslag, S1 (m)                   | Niet van toepassing | Niet van toepassing | 1:55.58             | 7e                  |
| Aliaksei Talai       | 100 m rugslag, S1 (m)                  | Niet van toepassing | Niet van toepassing | 4:01.23             | 7e                  |
| Aliaksei Talai       | 50 m schoolslag, SB2 (m)               | 1:24.86             | 7e                  | 1:23.16 PR(SB1)     | 7e                  |
| Aliaksei Talai       | 150 m individuele wisselslag, SM3 (m)  | 5:06.04             | 6e                  | Niet gekwalificeerd | Niet gekwalificeerd |
| Maksim Vashkevich    | 100 m vrije slag, S12 (m)              | Niet gestart        | DNS                 | Niet gekwalificeerd | Niet gekwalificeerd |
| Maksim Vashkevich    | 100 m rugslag, S12 (m)                 | Niet van toepassing | Niet van toepassing | Niet gestart        | DNS                 |
| Maksim Vashkevich    | 100 m vlinderslag, S12 (m)             | 1:01.87             | 8e                  | 1:01.43             | 7e                  |
| Maksim Vashkevich    | 200 m individuele wisselslag, SM13 (m) | Niet gestart        | DNS                 | Niet gekwalificeerd | Niet gekwalificeerd |
| Hryhory Zudzilau     | 50 m vrije slag, S11 (m)               | Niet gestart        | DNS                 | Niet gekwalificeerd | Niet gekwalificeerd |
| Hryhory Zudzilau     | 400 m vrije slag, S11 (m)              | Niet gestart        | DNS                 | Niet gekwalificeerd | Niet gekwalificeerd |
| Hryhory Zudzilau     | 200 m individuele wisselslag, SM11 (m) | Niet gestart        | DNS                 | Niet gekwalificeerd | Niet gekwalificeerd |
|                      |                                        |                     |                     |                     |                     |
| Natalia Shavel       | 50 m rugslag, S5 (v)                   | 0:50.48             | 11e                 | Niet gekwalificeerd | Niet gekwalificeerd |
| Natalia Shavel       | 100 m schoolslag, SB4 (v)              | 2:04.62             | 7e                  | 2:02.58             | 7e                  |
| Natalia Shavel       | 50 m vlinderslag, S5 (v)               | 0:50.19             | 10e                 | Niet gekwalificeerd | Niet gekwalificeerd |
| Natalia Shavel       | 200 m individuele wisselslag, SM5 (m)  | Niet van toepassing | Niet van toepassing | 3:44.30             | 5e                  |
| Anastasiya Zudzilava | 100 m schoolslag, SB13 (v)             | 1:20.09             | 4e                  | 1:19.77             | 5e                  |
| Anastasiya Zudzilava | 200 m individuele wisselslag, SM13 (m) | 2:40.18             | 8e                  | 2:42.13             | 8e                  |

Afghanistan · 
Algerije · 
Amerikaanse Maagdeneilanden · 
Angola · 
Argentinië · 
Armenië · 
Aruba · 
Australië · 
Azerbeidzjan · 
Bahrein · 
Barbados · 
Belarus · 
België · 
Benin · 
Bermuda · 
Bosnië en Herzegovina · 
Botswana · 
Brazilië · 
Bulgarije · 
Burkina Faso · 
Burundi · 
Cambodja · 
Canada · 
Centraal-Afrikaanse Republiek · 
Chili · 
China · 
Chinees Taipei · 
Colombia · 
Congo-Brazzaville · 
Congo-Kinshasa · 
Costa Rica · 
Cuba · 
Cyprus · 
Denemarken · 
Dominicaanse Republiek · 
Duitsland · 
Ecuador · 
Egypte · 
El Salvador · 
Estland · 
Ethiopië · 
Faeröer · 
Fiji · 
Filipijnen · 
Finland · 
Frankrijk · 
Gabon · 
Gambia · 
Georgië · 
Ghana · 
Griekenland · 
Groot-Brittannië · 
Guatemala · 
Guinee · 
Guinee‑Bissau · 
Haïti · 
Honduras · 
Hongarije · 
Hongkong · 
Ierland · 
IJsland · 
India · 
Indonesië · 
Irak · 
Iran · 
Israël · 
Italië · 
Ivoorkust · 
Jamaica · 
Japan · 
Jordanië · 
Kaapverdië · 
Kameroen · 
Kazachstan · 
Kenia · 
Kirgizië · 
Koeweit · 
Kroatië · 
Laos · 
Lesotho · 
Letland · 
Libanon · 
Liberia · 
Libië · 
Litouwen · 
Luxemburg · 
Madagaskar · 
Maleisië · 
Mali · 
Malta · 
Marokko · 
Mauritius · 
Mexico · 
Moldavië · 
Mongolië · 
Montenegro · 
Mozambique · 
Namibië · 
Nederland · 
Nepal · 
Nicaragua · 
Nieuw-Zeeland · 
Niger · 
Nigeria · 
Noord-Macedonië · 
Noorwegen · 
Oeganda · 
Oekraïne · 
Oezbekistan · 
Oman · 
Oostenrijk · 
Pakistan · 
Palestina · 
Panama · 
Papoea-Nieuw-Guinea · 
Peru · 
Polen · 
Portugal · 
Puerto Rico · 
Qatar · 
Roemenië · 
Russisch Paralympisch Comité ·
Rwanda · 
Saint Vincent en Grenadines · 
Samoa · 
Saoedi-Arabië · 
Sao Tomé en Principe · 
Senegal · 
Servië · 
Seychellen · 
Sierra Leone · 
Singapore · 
Slovenië · 
Slowakije · 
Somalië · 
Spanje · 
Sri Lanka · 
Syrië · 
Tadzjikistan · 
Tanzania · 
Thailand · 
Togo · 
Tonga · 
Trinidad en Tobago · 
Tsjechië · 
Tunesië · 
Turkije · 
Turkmenistan · 
Uruguay · 
Venezuela · 
Verenigde Arabische Emiraten · 
Verenigde Staten · 
Vietnam · 
Zimbabwe · 
Zuid-Afrika · 
Zuid-Korea · 
Zweden · 
Zwitserland
Paralympisch Vluchtelingen Team